# فينوس ذات الأرداف الجميلة
فينوس ذات الأرداف الجميلة هو تمثال مصنوع من الرخام من العصر الروماني يُعتقد أنه نسخة من تمثال يوناني قديم. من المرجح بأن التمثال تم نحته في القرن الأول أو الثاني قبل الميلاد، وهو الأن معروض ضمن مقتنيات متحف نابولي الوطني للآثار.